# خور خضر

تعديل مصدري - تعديل

خور خضر هي إحدى قرى عزلة جعار بمديرية خنفر التابعة لمحافظة أبين، بلغ تعداد سكانها 55 نسمة حسب تعداد اليمن لعام 2004.